# Brewton
Brewton is een plaats (city) in de Amerikaanse staat Alabama, en valt bestuurlijk gezien onder Escambia County.

## Demografie
Bij de volkstelling in 2000 werd het aantal inwoners vastgesteld op 5498.
In 2006 is het aantal inwoners door het United States Census Bureau geschat op 5326, een daling van 172 (-3,1%).

## Geografie
Volgens het United States Census Bureau beslaat de plaats een oppervlakte van
29,7 km², waarvan 29,3 km² land en 0,4 km² water.

## Plaatsen in de nabije omgeving
De onderstaande figuur toont de plaatsen in een straal van 24 km rond Brewton.